# Serie A 1973-1974
La Serie A 1973-1974 è stata la 72ª edizione della massima serie del campionato italiano di calcio (la 42ª a girone unico), disputata tra il 7 ottobre 1973 e il 19 maggio 1974 e conclusa con la vittoria della Lazio, al suo primo titolo.
Capocannoniere del torneo è stato Giorgio Chinaglia (Lazio) con 24 reti.

## Stagione

### Novità
Due le novità regolamentari più importanti: la possibilità per le squadre di portare in panchina (fermo restando il limite dei due cambi) un terzo giocatore, il secondo di movimento stante il portiere di riserva, e l'introduzione dei cartellini gialli e rossi per segnalare, rispettivamente, le ammonizioni e le espulsioni a carico dei giocatori in campo.

### Calciomercato

Francesco Rocca, passato da mediano a terzino nella sua prima stagione da titolare alla Roma, emerse fra le rivelazioni del torneo.

La Juventus confermò pressoché in toto la rosa campione uscente, limitandosi a salutare il trentaquattrenne Haller, di ritorno in patria dopo oltre un decennio trascorso nella penisola, e ad accogliere dai cadetti del Varese il promettente Gentile. Anche la rampante Lazio, assoluta rivelazione della passata stagione, circoscrisse il proprio mercato al piccolo cabotaggio segnalandosi unicamente per la promozione a titolare del diciannovenne D'Amico, talentuosa mezzapunta cresciuta nel vivaio e che l'allenatore Maestrelli inserirà in campo davanti a un Frustalupi il quale, all'opposto, pur avendo superato i trent'anni vivrà una tardiva consacrazione disputando la miglior annata della carriera come «centro motore» dei biancocelesti.
Un Milan alle prese con una squadra ormai alla fine di un ciclo salutò due capisaldi delle precedenti stagioni quali Rosato e Prati, ceduti rispettivamente a Genoa e Roma; l'inserimento in prima squadra del giovane difensore Maldera, di ritorno alla base dopo un anno di apprendistato a Bologna, tuttavia non basterà nell'immediato per mantenere i rossoneri ai vertici. I concittadini dell'Inter, tornati nelle mani di Helenio Herrera, non stravolsero l'undici titolare inserendovi solamente l'ex felsineo Fedele, mentre l'ambizioso Napoli, affidato a Vinício, puntò sui gol del brasiliano Clerici strappato alla Fiorentina.

Il portiere Lamberto Boranga, neoacquisto della matricola Cesena.

Il Torino iniziò a gettare le basi della squadra che di lì a un paio d'anni tornerà allo scudetto, prelevando dall'Arezzo la promettente punta Graziani reduce da buoni trascorsi nella serie cadetta. La Roma, destinata a un torneo di medio livello, giovò tuttavia delle prestazioni in crescendo di un vivace elemento delle giovanili, Rocca, mediano trasformato con successo in terzino dal tecnico Liedholm, quest'ultimo arrivato a stagione iniziata sulla panchina giallorossa.
Al via del campionato tornava, dopo otto anni, una nobile decaduta come il Genoa, assieme a una debuttante assoluta, il Cesena del patron Dino Manuzzi, che si presentò con Boranga in porta e Bersellini in panchina; l'allenatore artefice della storica promozione dei romagnoli, l'emergente Radice, si era nel frattempo guadagnato l'ingaggio da parte della Fiorentina dove, con l'obiettivo di puntare sui giovani, si affidò tra gli altri a un prospetto quale Guerini.

### Avvenimenti

#### Girone di andata
Il campionato iniziò il 7 ottobre 1973, con la Sampdoria già penalizzata di tre punti per il cosiddetto giallo di Alzano: prima dell'ultima giornata del campionato 1972-73, i genovesi avevano offerto un «premio a vincere» all'Atalanta per favorire l'impegno dei quasi sicuramente salvi bergamaschi nella gara contro il L.R. Vicenza e per garantire così, a danno dei veneti, la salvezza ai blucerchiati (il piano di questi ultimi riuscì a metà, visto che alla fine l'Atalanta perse in modo rocambolesco e finì per retrocedere lei stessa).

Il laziale Giorgio Chinaglia, migliore marcatore del torneo con 24 reti.

Inizialmente fu il Napoli a passare in testa, raggiunto il 16 dicembre dall'accoppiata Juventus-Lazio. Partenza a singhiozzo per il Milan, che pagò i rapporti nervosi tra Nereo Rocco e la dirigenza, accusata dall'allenatore di non aver fatto una buona campagna-acquisti; lo stesso Rocco lascerà il club in febbraio. L'ultimo turno prima di Natale fu favorevole alla Lazio, che espugnò Verona e balzò in testa. Il 27 gennaio 1974 i biancocelesti di Tommaso Maestrelli si laurearono campioni d'inverno con tre punti di vantaggio su di un terzetto formato da Fiorentina, Juventus e Napoli.

#### Girone di ritorno
La tornata conclusiva fu agevole per una Lazio ormai lanciata, che vacillò solo in poche occasioni, e che il 17 febbraio, sconfiggendo all'Olimpico i detentori della Juventus, mise una seria ipoteca sul trionfo finale. Superato indenne il rovescio subìto il 17 marzo contro l'Inter, i romani poterono dare il via alla volata-scudetto; mantenendo tre punti di vantaggio sui bianconeri praticamente per tutto il girone di ritorno, i biancocelesti vinsero il loro primo scudetto il 12 maggio, con un turno d'anticipo, battendo il Foggia grazie a un rigore trasformato da Giorgio Chinaglia, peraltro capocannoniere con 24 reti. Un anno dopo avere già sfiorato il tricolore, e a soli due anni dalla promozione in massima serie, l'undici capitolino, contando pressoché sulla stessa formazione della stagione precedente, salì al vertice del calcio: fu a posteriori la vittoria di una squadra tanto forte quanto effimera, che già nell'immediato perderà componenti importanti cedendo repentinamente il passo.

Il tecnico biancoceleste Tommaso Maestrelli assiste ai festeggiamenti all'Olimpico, il 12 maggio 1974, per lo scudetto vinto dalla sua Lazio.

Proprio il succitato Foggia fu protagonista di due scandali che rivoluzionarono il fondo della classifica, accusando il Verona di aver tentato di corrompere il giocatore del Napoli Sergio Clerici prima della gara fra le due squadre. Le indagini si concentrarono in particolare su una telefonata fatta dal presidente dei veneti Saverio Garonzi al centravanti brasiliano: il club scaligero fu condannato alla Serie B. Ma anche i pugliesi vennero accusati di aver offerto un prezioso orologio all'arbitro che avrebbe dovuto dirigere la gara dell'ultima giornata contro il Milan: già retrocessi sul campo, furono penalizzati di altri sei punti.
La retrocessione del Verona giovò, così, alla penalizzata Sampdoria, che riottenne il posto in Serie A; il Genoa fu ultimo sul campo, mentre buono fu l'esordio in Serie A della matricola Cesena. In zona UEFA, un pareggio interno all'ultima giornata contro una Sampdoria già retrocessa costò alla Fiorentina il proprio posto in Europa in favore del Torino.

## Squadre partecipanti
| Club         | Stagione | Città    | Stadio                       | Stagione precedente           |
| ------------ | -------- | -------- | ---------------------------- | ----------------------------- |
| Bologna      | dettagli | Bologna  | Stadio Comunale              | 7º posto in Serie A           |
| Cagliari     | dettagli | Cagliari | Stadio Sant'Elia             | 8º posto in Serie A           |
| Cesena       | dettagli | Cesena   | Stadio "La Fiorita"          | 2º posto in Serie B, promosso |
| Fiorentina   | dettagli | Firenze  | Stadio Comunale              | 4º posto in Serie A           |
| Foggia       | dettagli | Foggia   | Stadio Pino Zaccheria        | 3º posto in Serie B, promosso |
| Genoa        | dettagli | Genova   | Stadio Luigi Ferraris        | 1º posto in Serie B, promosso |
| Inter        | dettagli | Milano   | Stadio San Siro              | 4º posto in Serie A           |
| Juventus     | dettagli | Torino   | Stadio Comunale di Torino    | 1º posto in Serie A           |
| L.R. Vicenza | dettagli | Vicenza  | Stadio Romeo Menti           | 13º posto in Serie A          |
| Lazio        | dettagli | Roma     | Stadio Olimpico              | 3º posto in Serie A           |
| Milan        | dettagli | Milano   | Stadio San Siro              | 2º posto in Serie A           |
| Napoli       | dettagli | Napoli   | Stadio San Paolo             | 9º posto in Serie A           |
| Roma         | dettagli | Roma     | Stadio Olimpico              | 11º posto in Serie A          |
| Sampdoria    | dettagli | Genova   | Stadio Luigi Ferraris        | 12º posto in Serie A          |
| Torino       | dettagli | Torino   | Stadio Comunale di Torino    | 6º posto in Serie A           |
| Verona       | dettagli | Verona   | Stadio Marcantonio Bentegodi | 10º posto in Serie A          |

## Allenatori e primatisti
| Squadra           | Allenatore | Calciatore più presente                                                                                | Cannoniere                                  |
| ----------------- | --- | --- | ------------------------------------------- |
| Bologna           | Bruno Pesaola | Giuseppe Savoldi (30)                                                                                  | Giuseppe Savoldi (12)                       |
| Cagliari          | Giuseppe Chiappella | Enrico Albertosi, Cesare Poli (30)                                                                     | Gigi Riva (15)                              |
| Cesena            | Eugenio Bersellini | Paolo Ammoniaci, Battista Festa (30)                                                                   | Giuliano Bertarelli (6)                     |
| Fiorentina        | Luigi Radice | Giuseppe Brizi (30)                                                                                    | Nello Saltutti (7)                          |
| Foggia            | Lauro Toneatto | Pellegrino Valente (30)                                                                                | Silvano Villa (5)                           |
| Genoa             | Arturo Silvestri | Claudio Maselli, Roberto Rosato (30)                                                                   | Sidio Corradi (5)                           |
| Inter             | Helenio Herrera (1ª-16ª) Enea Masiero (17ª-30ª)                                                                         | Tarcisio Burgnich (30)                                                                                 | Roberto Boninsegna (23)                     |
| Juventus          | Čestmír Vycpálek | Dino Zoff (30)                                                                                         | Pietro Anastasi (16)                        |
| Lanerossi Vicenza | Héctor Puricelli | Oscar Damiani, Giuseppe Longoni (30)                                                                   | Oscar Damiani, Angelo Benedicto Sormani (5) |
| Lazio             | Tommaso Maestrelli | Giorgio Chinaglia, Mario Frustalupi, Franco Nanni, Giancarlo Oddi, Felice Pulici, Giuseppe Wilson (30) | Giorgio Chinaglia (24)                      |
| Milan             | Nereo Rocco (1ª-8ª) Cesare Maldini e Nereo Rocco (D.T.) (9ª-17ª) Cesare Maldini (18ª-24ª) Giovanni Trapattoni (25ª-30ª) | Angelo Anquilletti (29)                                                                                | Luciano Chiarugi (11)                       |
| Napoli            | Luís Vinício | Pietro Carmignani, Andrea Orlandini, Luigi Pogliana (30)                                               | Sergio Clerici (15)                         |
| Roma              | Manlio Scopigno (1ª-6ª) Nils Liedholm (7ª-30ª)                                                                          | Angelo Domenghini, Francesco Rocca (30)                                                                | Pierino Prati (8)                           |
| Sampdoria         | Guido Vincenzi | Massimo Cacciatori (30)                                                                                | Mario Maraschi (6)                          |
| Torino            | Gustavo Giagnoni (1ª-19ª) Edmondo Fabbri (20ª-30ª)                                                                      | Luciano Castellini (30)                                                                                | Paolino Pulici (14)                         |
| Verona            | Giancarlo Cadè | Aldo Bet, Paolo Sirena, Renato Zaccarelli (30)                                                         | Livio Luppi (6)                             |

## Classifica finale
|        | Pos. | Squadra        | Pt | G  | V  | N  | P  | GF | GS | DR  |
| ------ | ---- | -------------- | -- | -- | -- | -- | -- | -- | -- | --- |
|        | 1.   | Lazio          | 43 | 30 | 18 | 7  | 5  | 45 | 23 | +22 |
|        | 2.   | Juventus       | 41 | 30 | 16 | 9  | 5  | 50 | 26 | +24 |
|        | 3.   | Napoli         | 36 | 30 | 12 | 12 | 6  | 35 | 28 | +7  |
|        | 4.   | Inter          | 35 | 30 | 12 | 11 | 7  | 47 | 33 | +14 |
|        | 5.   | Torino         | 34 | 30 | 10 | 14 | 6  | 27 | 24 | +3  |
|        | 6.   | Fiorentina     | 33 | 30 | 10 | 13 | 7  | 32 | 26 | +6  |
|        | 7.   | Milan          | 30 | 30 | 11 | 8  | 11 | 34 | 36 | -2  |
|        | 8.   | Roma           | 29 | 30 | 10 | 9  | 11 | 29 | 28 | +1  |
| [ 12 ] | 8.   | Bologna        | 29 | 30 | 6  | 17 | 7  | 35 | 36 | -1  |
|        | 10.  | Cagliari       | 28 | 30 | 7  | 14 | 9  | 25 | 32 | -7  |
|        | 11.  | Cesena         | 27 | 30 | 6  | 15 | 9  | 25 | 28 | -3  |
|        | 12.  | L.R. Vicenza   | 26 | 30 | 7  | 12 | 11 | 22 | 37 | -15 |
|        | 13.  | Sampdoria (-3) | 20 | 30 | 5  | 13 | 12 | 27 | 34 | -7  |
|        | 14.  | Foggia (-6)    | 18 | 30 | 6  | 12 | 12 | 20 | 34 | -14 |
|        | 15.  | Genoa          | 17 | 30 | 4  | 9  | 17 | 16 | 37 | -21 |
|        | 16.  | Verona         | 25 | 30 | 8  | 9  | 13 | 28 | 35 | -7  |

Legenda:
      Campione d'Italia.
      Qualificata in Coppa delle Coppe 1974-1975.
      Qualificate in Coppa UEFA 1974-1975.
      Retrocesse in Serie B 1974-1975.
Regolamento:
Due punti a vittoria, uno a pareggio, zero a sconfitta.
In caso di parità di punti era in vigore il pari merito, eccetto per i posti salvezza-retrocessione e qualificazione-esclusione dalla Coppa UEFA (differenza reti) nonché per l'assegnazione dello scudetto (spareggio).
Note:
La Lazio non fu qualificata alla Coppa dei Campioni 1974-1975 per effetto della squalifica comminata dalla UEFA, in seguito agli incidenti dell'incontro di Coppa UEFA contro l'Ipswich Town.
Il Verona è stato declassato all'ultimo posto per effetto dei verdetti sul processo allo Scandalo della telefonata.
Il Foggia ha scontato 6 punti di penalizzazione per effetto dei verdetti sul processo allo Scandalo della telefonata.
La Sampdoria ha scontato 3 punti di penalizzazione per il comportamento del suo presidente ritenuto inopportuno l'ultima giornata dell'anno precedente.
La Fiorentina fu designata dalla Lega Calcio per la Coppa Mitropa 1974-1975.

### Squadra campione
| Formazione tipo | Giocatori (presenze)    |
| --- | ----------------------- |
| Pulici Wilson Petrelli Oddi Martini Nanni Re Cecconi Frustalupi Garlaschelli Chinaglia D'Amico                                                                    | Felice Pulici (30)      |
| Pulici Wilson Petrelli Oddi Martini Nanni Re Cecconi Frustalupi Garlaschelli Chinaglia D'Amico                                                                    | Sergio Petrelli (22)    |
| Pulici Wilson Petrelli Oddi Martini Nanni Re Cecconi Frustalupi Garlaschelli Chinaglia D'Amico                                                                    | Luigi Martini (28)      |
| Pulici Wilson Petrelli Oddi Martini Nanni Re Cecconi Frustalupi Garlaschelli Chinaglia D'Amico                                                                    | Giuseppe Wilson (30)    |
| Pulici Wilson Petrelli Oddi Martini Nanni Re Cecconi Frustalupi Garlaschelli Chinaglia D'Amico                                                                    | Giancarlo Oddi (30)     |
| Pulici Wilson Petrelli Oddi Martini Nanni Re Cecconi Frustalupi Garlaschelli Chinaglia D'Amico                                                                    | Franco Nanni (30)       |
| Pulici Wilson Petrelli Oddi Martini Nanni Re Cecconi Frustalupi Garlaschelli Chinaglia D'Amico                                                                    | Renzo Garlaschelli (29) |
| Pulici Wilson Petrelli Oddi Martini Nanni Re Cecconi Frustalupi Garlaschelli Chinaglia D'Amico                                                                    | Luciano Re Cecconi (23) |
| Pulici Wilson Petrelli Oddi Martini Nanni Re Cecconi Frustalupi Garlaschelli Chinaglia D'Amico                                                                    | Giorgio Chinaglia (30)  |
| Pulici Wilson Petrelli Oddi Martini Nanni Re Cecconi Frustalupi Garlaschelli Chinaglia D'Amico                                                                    | Mario Frustalupi (30)   |
| Pulici Wilson Petrelli Oddi Martini Nanni Re Cecconi Frustalupi Garlaschelli Chinaglia D'Amico                                                                    | Vincenzo D'Amico (27)   |
| Altri giocatori: Fausto Inselvini (11), Paolo Franzoni (10), Luigi Polentes (9), Mario Facco (6), Pierpaolo Manservisi (4), Sergio Borgo (1), Franco Tripodi (1). |                         |

## Risultati

### Tabellone
|                   | BOL  | CAG  | CES  | FIO  | FOG  | GEN  | INT  | JUV  | L.R  | LAZ  | MIL  | NAP  | ROM  | SAM  | TOR  | VER  |
| ----------------- | ---- | ---- | ---- | ---- | ---- | ---- | ---- | ---- | ---- | ---- | ---- | ---- | ---- | ---- | ---- | ---- |
| Bologna           | –––– | 3-1  | 1-1  | 1-1  | 0-0  | 2-0  | 3-0  | 0-0  | 4-0  | 2-2  | 3-2  | 2-2  | 0-0  | 2-1  | 2-2  | 1-2  |
| Cagliari          | 0-0  | –––– | 0-0  | 1-0  | 1-0  | 0-1  | 1-1  | 2-1  | 2-0  | 0-1  | 0-1  | 0-0  | 1-1  | 2-1  | 1-1  | 1-1  |
| Cesena            | 3-0  | 1-1  | –––– | 0-0  | 2-0  | 1-1  | 0-1  | 0-2  | 2-2  | 0-0  | 1-0  | 1-1  | 1-1  | 2-1  | 0-0  | 1-0  |
| Fiorentina        | 1-1  | 4-1  | 0-0  | –––– | 0-1  | 0-0  | 1-0  | 2-0  | 0-1  | 1-1  | 3-2  | 1-1  | 1-0  | 1-1  | 3-1  | 2-1  |
| Foggia            | 1-1  | 1-1  | 1-1  | 2-1  | –––– | 1-0  | 1-2  | 0-0  | 2-1  | 0-1  | 0-0  | 1-0  | 1-0  | 2-2  | 1-1  | 1-1  |
| Genoa             | 1-1  | 1-1  | 1-2  | 0-1  | 2-1  | –––– | 1-1  | 0-1  | 1-1  | 1-2  | 0-1  | 1-2  | 2-1  | 0-2  | 0-2  | 1-0  |
| Inter             | 1-1  | 0-1  | 3-1  | 1-1  | 5-1  | 0-0  | –––– | 0-2  | 2-0  | 3-1  | 2-1  | 2-2  | 2-0  | 2-1  | 3-0  | 0-0  |
| Juventus          | 1-1  | 1-1  | 2-2  | 3-1  | 2-1  | 3-0  | 2-0  | –––– | 0-0  | 3-1  | 2-0  | 4-1  | 2-1  | 2-0  | 1-1  | 5-1  |
| Lanerossi Vicenza | 2-1  | 1-1  | 0-0  | 2-1  | 1-0  | 1-1  | 1-0  | 0-3  | –––– | 0-3  | 1-1  | 2-1  | 0-1  | 0-0  | 0-0  | 1-1  |
| Lazio             | 4-0  | 2-0  | 2-0  | 0-0  | 1-0  | 1-0  | 1-1  | 3-1  | 3-0  | –––– | 1-0  | 1-0  | 2-1  | 1-0  | 0-1  | 4-2  |
| Milan             | 1-1  | 2-2  | 1-0  | 1-1  | 1-0  | 2-0  | 1-5  | 2-2  | 1-2  | 0-0  | –––– | 0-0  | 2-0  | 2-1  | 1-0  | 2-1  |
| Napoli            | 2-0  | 1-0  | 1-0  | 2-1  | 1-1  | 1-0  | 2-1  | 2-0  | 2-1  | 3-3  | 1-2  | –––– | 1-1  | 1-0  | 1-1  | 2-0  |
| Roma              | 2-1  | 2-0  | 1-0  | 0-0  | 3-0  | 2-0  | 3-3  | 3-2  | 0-0  | 1-2  | 1-2  | 0-1  | –––– | 2-1  | 0-0  | 1-0  |
| Sampdoria         | 0-0  | 1-1  | 1-1  | 1-2  | 0-0  | 1-1  | 1-1  | 1-2  | 2-1  | 1-0  | 3-2  | 0-0  | 0-0  | –––– | 1-1  | 2-1  |
| Torino            | 2-0  | 1-2  | 2-1  | 0-1  | 0-0  | 1-0  | 2-2  | 0-1  | 1-0  | 2-1  | 1-0  | 1-1  | 1-0  | 1-1  | –––– | 0-0  |
| Verona            | 1-1  | 2-0  | 2-1  | 1-1  | 3-0  | 2-0  | 1-3  | 0-0  | 1-1  | 0-1  | 2-1  | 1-0  | 0-1  | 1-0  | 0-1  | –––– |

### Calendario
| andata (1ª) | andata (1ª) | 1ª giornata             | ritorno (16ª) | ritorno (16ª) |
|             |             |                         |               |               |
| 7 ott.      | 0-0         | Cagliari-Napoli         | 0-1           | 3 feb.        |
| 7 ott.      | 0-0         | Cesena-Torino           | 1-2           | 3 feb.        |
| 7 ott.      | 2-1         | Fiorentina-Verona       | 1-1           | 3 feb.        |
| 7 ott.      | 0-0         | Inter-Genoa             | 1-1           | 3 feb.        |
| 7 ott.      | 2-1         | Juventus-Foggia         | 0-0           | 3 feb.        |
| 7 ott.      | 0-3         | Lanerossi Vicenza-Lazio | 0-3           | 3 feb.        |
| 7 ott.      | 2-1         | Roma-Bologna            | 0-0           | 3 feb.        |
| 7 ott.      | 3-2         | Sampdoria-Milan         | 1-2           | 3 feb.        |

| andata (2ª) | andata (2ª) | 2ª giornata               | ritorno (17ª) | ritorno (17ª) |
|             |             |                           |               |               |
| 14 ott.     | 4-0         | Bologna-Lanerossi Vicenza | 1-2           | 10 feb.       |
| 14 ott.     | 1-1         | Foggia-Cagliari           | 0-1           | 10 feb.       |
| 14 ott.     | 0-1         | Genoa-Fiorentina          | 0-0           | 10 feb.       |
| 14 ott.     | 1-0         | Lazio-Sampdoria           | 0-1           | 10 feb.       |
| 14 ott.     | 1-0         | Milan-Cesena              | 0-1           | 10 feb.       |
| 14 ott.     | 2-0         | Napoli-Juventus           | 1-4           | 10 feb.       |
| 14 ott.     | 1-0         | Torino-Roma               | 0-0           | 10 feb.       |
| 14 ott.     | 1-3         | Verona-Inter              | 0-0           | 10 feb.       |

| andata (1ª) | andata (1ª) | 1ª giornata             | ritorno (16ª) | ritorno (16ª) |
|             |             |                         |               |               |
| 7 ott.      | 0-0         | Cagliari-Napoli         | 0-1           | 3 feb.        |
| 7 ott.      | 0-0         | Cesena-Torino           | 1-2           | 3 feb.        |
| 7 ott.      | 2-1         | Fiorentina-Verona       | 1-1           | 3 feb.        |
| 7 ott.      | 0-0         | Inter-Genoa             | 1-1           | 3 feb.        |
| 7 ott.      | 2-1         | Juventus-Foggia         | 0-0           | 3 feb.        |
| 7 ott.      | 0-3         | Lanerossi Vicenza-Lazio | 0-3           | 3 feb.        |
| 7 ott.      | 2-1         | Roma-Bologna            | 0-0           | 3 feb.        |
| 7 ott.      | 3-2         | Sampdoria-Milan         | 1-2           | 3 feb.        |

| andata (2ª) | andata (2ª) | 2ª giornata               | ritorno (17ª) | ritorno (17ª) |
|             |             |                           |               |               |
| 14 ott.     | 4-0         | Bologna-Lanerossi Vicenza | 1-2           | 10 feb.       |
| 14 ott.     | 1-1         | Foggia-Cagliari           | 0-1           | 10 feb.       |
| 14 ott.     | 0-1         | Genoa-Fiorentina          | 0-0           | 10 feb.       |
| 14 ott.     | 1-0         | Lazio-Sampdoria           | 0-1           | 10 feb.       |
| 14 ott.     | 1-0         | Milan-Cesena              | 0-1           | 10 feb.       |
| 14 ott.     | 2-0         | Napoli-Juventus           | 1-4           | 10 feb.       |
| 14 ott.     | 1-0         | Torino-Roma               | 0-0           | 10 feb.       |
| 14 ott.     | 1-3         | Verona-Inter              | 0-0           | 10 feb.       |

| andata (3ª) | andata (3ª) | 3ª giornata             | ritorno (18ª) | ritorno (18ª) |
|             |             |                         |               |               |
| 28 ott.     | 1-1         | Cagliari-Torino         | 2-1           | 17 feb.       |
| 28 ott.     | 1-0         | Cesena-Verona           | 1-2           | 17 feb.       |
| 28 ott.     | 0-1         | Fiorentina-Foggia       | 1-2           | 17 feb.       |
| 28 ott.     | 2-2         | Inter-Napoli            | 1-2           | 17 feb.       |
| 28 ott.     | 3-1         | Juventus-Lazio          | 1-3           | 17 feb.       |
| 28 ott.     | 1-1         | Lanerossi Vicenza-Genoa | 1-1           | 17 feb.       |
| 28 ott.     | 1-2         | Roma-Milan              | 0-2           | 17 feb.       |
| 28 ott.     | 0-0         | Sampdoria-Bologna       | 1-2           | 17 feb.       |

| andata (4ª) | andata (4ª) | 4ª giornata              | ritorno (19ª) | ritorno (19ª) |
|             |             |                          |               |               |
| 4 nov.      | 0-0         | Bologna-Juventus         | 1-1           | 3 mar.        |
| 4 nov.      | 1-1         | Foggia-Cesena            | 0-2           | 3 mar.        |
| 4 nov.      | 2-1         | Genoa-Roma               | 0-2           | 3 mar.        |
| 4 nov.      | 0-0         | Lazio-Fiorentina         | 1-1           | 3 mar.        |
| 4 nov.      | 2-2         | Milan-Cagliari           | 1-0           | 3 mar.        |
| 4 nov.      | 1-0         | Napoli-Sampdoria         | 0-0           | 3 mar.        |
| 4 nov.      | 2-2         | Torino-Inter             | 0-3           | 3 mar.        |
| 4 nov.      | 1-1         | Verona-Lanerossi Vicenza | 1-1           | 3 mar.        |

| andata (3ª) | andata (3ª) | 3ª giornata             | ritorno (18ª) | ritorno (18ª) |
|             |             |                         |               |               |
| 28 ott.     | 1-1         | Cagliari-Torino         | 2-1           | 17 feb.       |
| 28 ott.     | 1-0         | Cesena-Verona           | 1-2           | 17 feb.       |
| 28 ott.     | 0-1         | Fiorentina-Foggia       | 1-2           | 17 feb.       |
| 28 ott.     | 2-2         | Inter-Napoli            | 1-2           | 17 feb.       |
| 28 ott.     | 3-1         | Juventus-Lazio          | 1-3           | 17 feb.       |
| 28 ott.     | 1-1         | Lanerossi Vicenza-Genoa | 1-1           | 17 feb.       |
| 28 ott.     | 1-2         | Roma-Milan              | 0-2           | 17 feb.       |
| 28 ott.     | 0-0         | Sampdoria-Bologna       | 1-2           | 17 feb.       |

| andata (4ª) | andata (4ª) | 4ª giornata              | ritorno (19ª) | ritorno (19ª) |
|             |             |                          |               |               |
| 4 nov.      | 0-0         | Bologna-Juventus         | 1-1           | 3 mar.        |
| 4 nov.      | 1-1         | Foggia-Cesena            | 0-2           | 3 mar.        |
| 4 nov.      | 2-1         | Genoa-Roma               | 0-2           | 3 mar.        |
| 4 nov.      | 0-0         | Lazio-Fiorentina         | 1-1           | 3 mar.        |
| 4 nov.      | 2-2         | Milan-Cagliari           | 1-0           | 3 mar.        |
| 4 nov.      | 1-0         | Napoli-Sampdoria         | 0-0           | 3 mar.        |
| 4 nov.      | 2-2         | Torino-Inter             | 0-3           | 3 mar.        |
| 4 nov.      | 1-1         | Verona-Lanerossi Vicenza | 1-1           | 3 mar.        |

| andata (5ª) | andata (5ª) | 5ª giornata             | ritorno (20ª) | ritorno (20ª) |
|             |             |                         |               |               |
| 18 nov.     | 0-0         | Cagliari-Bologna        | 1-3           | 10 mar.       |
| 18 nov.     | 0-0         | Cesena-Lazio            | 0-2           | 10 mar.       |
| 18 nov.     | 1-1         | Fiorentina-Napoli       | 1-2           | 10 mar.       |
| 18 nov.     | 5-1         | Inter-Foggia            | 2-1           | 10 mar.       |
| 18 nov.     | 3-0         | Juventus-Genoa          | 1-0           | 10 mar.       |
| 18 nov.     | 1-1         | Lanerossi Vicenza-Milan | 2-1           | 10 mar.       |
| 18 nov.     | 1-0         | Roma-Verona             | 1-0           | 10 mar.       |
| 18 nov.     | 1-1         | Sampdoria-Torino        | 1-1           | 10 mar.       |

| andata (6ª) | andata (6ª) | 6ª giornata              | ritorno (21ª) | ritorno (21ª) |
|             |             |                          |               |               |
| 25 nov.     | 1-1         | Bologna-Cesena           | 0-3           | 17 mar.       |
| 25 nov.     | 1-0         | Foggia-Roma              | 0-3           | 17 mar.       |
| 25 nov.     | 0-2         | Genoa-Sampdoria          | 1-1           | 17 mar.       |
| 25 nov.     | 1-1         | Lazio-Inter              | 1-3           | 17 mar.       |
| 25 nov.     | 2-2         | Milan-Juventus           | 0-2           | 17 mar.       |
| 25 nov.     | 2-1         | Napoli-Lanerossi Vicenza | 1-2           | 17 mar.       |
| 25 nov.     | 0-1         | Torino-Fiorentina        | 1-3           | 17 mar.       |
| 25 nov.     | 2-0         | Verona-Cagliari          | 1-1           | 17 mar.       |

| andata (5ª) | andata (5ª) | 5ª giornata             | ritorno (20ª) | ritorno (20ª) |
|             |             |                         |               |               |
| 18 nov.     | 0-0         | Cagliari-Bologna        | 1-3           | 10 mar.       |
| 18 nov.     | 0-0         | Cesena-Lazio            | 0-2           | 10 mar.       |
| 18 nov.     | 1-1         | Fiorentina-Napoli       | 1-2           | 10 mar.       |
| 18 nov.     | 5-1         | Inter-Foggia            | 2-1           | 10 mar.       |
| 18 nov.     | 3-0         | Juventus-Genoa          | 1-0           | 10 mar.       |
| 18 nov.     | 1-1         | Lanerossi Vicenza-Milan | 2-1           | 10 mar.       |
| 18 nov.     | 1-0         | Roma-Verona             | 1-0           | 10 mar.       |
| 18 nov.     | 1-1         | Sampdoria-Torino        | 1-1           | 10 mar.       |

| andata (6ª) | andata (6ª) | 6ª giornata              | ritorno (21ª) | ritorno (21ª) |
|             |             |                          |               |               |
| 25 nov.     | 1-1         | Bologna-Cesena           | 0-3           | 17 mar.       |
| 25 nov.     | 1-0         | Foggia-Roma              | 0-3           | 17 mar.       |
| 25 nov.     | 0-2         | Genoa-Sampdoria          | 1-1           | 17 mar.       |
| 25 nov.     | 1-1         | Lazio-Inter              | 1-3           | 17 mar.       |
| 25 nov.     | 2-2         | Milan-Juventus           | 0-2           | 17 mar.       |
| 25 nov.     | 2-1         | Napoli-Lanerossi Vicenza | 1-2           | 17 mar.       |
| 25 nov.     | 0-1         | Torino-Fiorentina        | 1-3           | 17 mar.       |
| 25 nov.     | 2-0         | Verona-Cagliari          | 1-1           | 17 mar.       |

| andata (7ª) | andata (7ª) | 7ª giornata              | ritorno (22ª) | ritorno (22ª) |
|             |             |                          |               |               |
| 2 dic.      | 0-1         | Cagliari-Lazio           | 0-2           | 24 mar.       |
| 2 dic.      | 1-1         | Cesena-Genoa             | 2-1           | 24 mar.       |
| 2 dic.      | 1-1         | Fiorentina-Bologna       | 1-1           | 24 mar.       |
| 2 dic.      | 2-1         | Inter-Milan              | 5-1           | 24 mar.       |
| 2 dic.      | 5-1         | Juventus-Verona          | 0-0           | 24 mar.       |
| 2 dic.      | 0-0         | Lanerossi Vicenza-Torino | 0-1           | 24 mar.       |
| 2 dic.      | 0-1         | Roma-Napoli              | 1-1           | 24 mar.       |
| 2 dic.      | 0-0         | Sampdoria-Foggia         | 2-2           | 24 mar.       |

| andata (8ª) | andata (8ª) | 8ª giornata              | ritorno (23ª) | ritorno (23ª) |
|             |             |                          |               |               |
| 9 dic.      | 3-0         | Bologna-Inter            | 1-1           | 31 mar.       |
| 9 dic.      | 2-1         | Foggia-Lanerossi Vicenza | 0-1           | 31 mar.       |
| 9 dic.      | 1-1         | Genoa-Cagliari           | 1-0           | 31 mar.       |
| 9 dic.      | 2-1         | Lazio-Roma               | 2-1           | 31 mar.       |
| 9 dic.      | 1-1         | Milan-Fiorentina         | 2-3           | 31 mar.       |
| 9 dic.      | 1-0         | Napoli-Cesena            | 1-1           | 31 mar.       |
| 9 dic.      | 0-1         | Torino-Juventus          | 1-1           | 31 mar.       |
| 9 dic.      | 1-0         | Verona-Sampdoria         | 1-2           | 31 mar.       |

| andata (7ª) | andata (7ª) | 7ª giornata              | ritorno (22ª) | ritorno (22ª) |
|             |             |                          |               |               |
| 2 dic.      | 0-1         | Cagliari-Lazio           | 0-2           | 24 mar.       |
| 2 dic.      | 1-1         | Cesena-Genoa             | 2-1           | 24 mar.       |
| 2 dic.      | 1-1         | Fiorentina-Bologna       | 1-1           | 24 mar.       |
| 2 dic.      | 2-1         | Inter-Milan              | 5-1           | 24 mar.       |
| 2 dic.      | 5-1         | Juventus-Verona          | 0-0           | 24 mar.       |
| 2 dic.      | 0-0         | Lanerossi Vicenza-Torino | 0-1           | 24 mar.       |
| 2 dic.      | 0-1         | Roma-Napoli              | 1-1           | 24 mar.       |
| 2 dic.      | 0-0         | Sampdoria-Foggia         | 2-2           | 24 mar.       |

| andata (8ª) | andata (8ª) | 8ª giornata              | ritorno (23ª) | ritorno (23ª) |
|             |             |                          |               |               |
| 9 dic.      | 3-0         | Bologna-Inter            | 1-1           | 31 mar.       |
| 9 dic.      | 2-1         | Foggia-Lanerossi Vicenza | 0-1           | 31 mar.       |
| 9 dic.      | 1-1         | Genoa-Cagliari           | 1-0           | 31 mar.       |
| 9 dic.      | 2-1         | Lazio-Roma               | 2-1           | 31 mar.       |
| 9 dic.      | 1-1         | Milan-Fiorentina         | 2-3           | 31 mar.       |
| 9 dic.      | 1-0         | Napoli-Cesena            | 1-1           | 31 mar.       |
| 9 dic.      | 0-1         | Torino-Juventus          | 1-1           | 31 mar.       |
| 9 dic.      | 1-0         | Verona-Sampdoria         | 1-2           | 31 mar.       |

| andata (9ª) | andata (9ª) | 9ª giornata            | ritorno (24ª) | ritorno (24ª) |
|             |             |                        |               |               |
| 16 dic.     | 2-2         | Bologna-Torino         | 0-2           | 7 apr.        |
| 16 dic.     | 1-0         | Fiorentina-Inter       | 1-1           | 7 apr.        |
| 16 dic.     | 1-0         | Foggia-Genoa           | 1-2           | 7 apr.        |
| 16 dic.     | 2-2         | Juventus-Cesena        | 2-0           | 7 apr.        |
| 16 dic.     | 0-1         | Lanerossi Vicenza-Roma | 0-0           | 7 apr.        |
| 16 dic.     | 1-0         | Lazio-Napoli           | 3-3           | 7 apr.        |
| 16 dic.     | 2-1         | Milan-Verona           | 1-2           | 7 apr.        |
| 16 dic.     | 1-1         | Sampdoria-Cagliari     | 1-2           | 7 apr.        |

| andata (10ª) | andata (10ª) | 10ª giornata            | ritorno (25ª) | ritorno (25ª) |
|              |              |                         |               |               |
| 23 dic.      | 2-1          | Cagliari-Juventus       | 1-1           | 14 apr.       |
| 23 dic.      | 2-1          | Cesena-Sampdoria        | 1-1           | 14 apr.       |
| 23 dic.      | 1-1          | Genoa-Bologna           | 0-2           | 14 apr.       |
| 23 dic.      | 2-0          | Inter-Lanerossi Vicenza | 0-1           | 14 apr.       |
| 23 dic.      | 1-2          | Napoli-Milan            | 0-0           | 14 apr.       |
| 23 dic.      | 0-0          | Roma-Fiorentina         | 0-1           | 14 apr.       |
| 23 dic.      | 0-0          | Torino-Foggia           | 1-1           | 14 apr.       |
| 23 dic.      | 0-1          | Verona-Lazio            | 2-4           | 14 apr.       |

| andata (9ª) | andata (9ª) | 9ª giornata            | ritorno (24ª) | ritorno (24ª) |
|             |             |                        |               |               |
| 16 dic.     | 2-2         | Bologna-Torino         | 0-2           | 7 apr.        |
| 16 dic.     | 1-0         | Fiorentina-Inter       | 1-1           | 7 apr.        |
| 16 dic.     | 1-0         | Foggia-Genoa           | 1-2           | 7 apr.        |
| 16 dic.     | 2-2         | Juventus-Cesena        | 2-0           | 7 apr.        |
| 16 dic.     | 0-1         | Lanerossi Vicenza-Roma | 0-0           | 7 apr.        |
| 16 dic.     | 1-0         | Lazio-Napoli           | 3-3           | 7 apr.        |
| 16 dic.     | 2-1         | Milan-Verona           | 1-2           | 7 apr.        |
| 16 dic.     | 1-1         | Sampdoria-Cagliari     | 1-2           | 7 apr.        |

| andata (10ª) | andata (10ª) | 10ª giornata            | ritorno (25ª) | ritorno (25ª) |
|              |              |                         |               |               |
| 23 dic.      | 2-1          | Cagliari-Juventus       | 1-1           | 14 apr.       |
| 23 dic.      | 2-1          | Cesena-Sampdoria        | 1-1           | 14 apr.       |
| 23 dic.      | 1-1          | Genoa-Bologna           | 0-2           | 14 apr.       |
| 23 dic.      | 2-0          | Inter-Lanerossi Vicenza | 0-1           | 14 apr.       |
| 23 dic.      | 1-2          | Napoli-Milan            | 0-0           | 14 apr.       |
| 23 dic.      | 0-0          | Roma-Fiorentina         | 0-1           | 14 apr.       |
| 23 dic.      | 0-0          | Torino-Foggia           | 1-1           | 14 apr.       |
| 23 dic.      | 0-1          | Verona-Lazio            | 2-4           | 14 apr.       |

| andata (11ª) | andata (11ª) | 11ª giornata                 | ritorno (26ª) | ritorno (26ª) |
|              |              |                              |               |               |
| 30 dic.      | 0-0          | Bologna-Foggia               | 1-1           | 21 apr.       |
| 30 dic.      | 0-0          | Cagliari-Cesena              | 1-1           | 21 apr.       |
| 30 dic.      | 2-0          | Inter-Roma                   | 3-3           | 21 apr.       |
| 30 dic.      | 2-1          | Lanerossi Vicenza-Fiorentina | 1-0           | 21 apr.       |
| 30 dic.      | 1-0          | Lazio-Milan                  | 0-0           | 21 apr.       |
| 30 dic.      | 2-0          | Napoli-Verona                | 0-1           | 21 apr.       |
| 30 dic.      | 1-2          | Sampdoria-Juventus           | 0-2           | 21 apr.       |
| 30 dic.      | 1-0          | Torino-Genoa                 | 2-0           | 21 apr.       |

| andata (12ª) | andata (12ª) | 12ª giornata             | ritorno (27ª) | ritorno (27ª) |
|              |              |                          |               |               |
| 6 gen.       | 2-2          | Cesena-Lanerossi Vicenza | 0-0           | 28 apr.       |
| 6 gen.       | 4-1          | Fiorentina-Cagliari      | 0-1           | 28 apr.       |
| 6 gen.       | 1-0          | Foggia-Napoli            | 1-1           | 28 apr.       |
| 6 gen.       | 1-2          | Genoa-Lazio              | 0-1           | 28 apr.       |
| 6 gen.       | 2-0          | Juventus-Inter           | 2-0           | 28 apr.       |
| 6 gen.       | 1-0          | Milan-Torino             | 0-1           | 28 apr.       |
| 6 gen.       | 2-1          | Roma-Sampdoria           | 0-0           | 28 apr.       |
| 6 gen.       | 1-1          | Verona-Bologna           | 2-1           | 28 apr.       |

| andata (11ª) | andata (11ª) | 11ª giornata                 | ritorno (26ª) | ritorno (26ª) |
|              |              |                              |               |               |
| 30 dic.      | 0-0          | Bologna-Foggia               | 1-1           | 21 apr.       |
| 30 dic.      | 0-0          | Cagliari-Cesena              | 1-1           | 21 apr.       |
| 30 dic.      | 2-0          | Inter-Roma                   | 3-3           | 21 apr.       |
| 30 dic.      | 2-1          | Lanerossi Vicenza-Fiorentina | 1-0           | 21 apr.       |
| 30 dic.      | 1-0          | Lazio-Milan                  | 0-0           | 21 apr.       |
| 30 dic.      | 2-0          | Napoli-Verona                | 0-1           | 21 apr.       |
| 30 dic.      | 1-2          | Sampdoria-Juventus           | 0-2           | 21 apr.       |
| 30 dic.      | 1-0          | Torino-Genoa                 | 2-0           | 21 apr.       |

| andata (12ª) | andata (12ª) | 12ª giornata             | ritorno (27ª) | ritorno (27ª) |
|              |              |                          |               |               |
| 6 gen.       | 2-2          | Cesena-Lanerossi Vicenza | 0-0           | 28 apr.       |
| 6 gen.       | 4-1          | Fiorentina-Cagliari      | 0-1           | 28 apr.       |
| 6 gen.       | 1-0          | Foggia-Napoli            | 1-1           | 28 apr.       |
| 6 gen.       | 1-2          | Genoa-Lazio              | 0-1           | 28 apr.       |
| 6 gen.       | 2-0          | Juventus-Inter           | 2-0           | 28 apr.       |
| 6 gen.       | 1-0          | Milan-Torino             | 0-1           | 28 apr.       |
| 6 gen.       | 2-1          | Roma-Sampdoria           | 0-0           | 28 apr.       |
| 6 gen.       | 1-1          | Verona-Bologna           | 2-1           | 28 apr.       |

| andata (13ª) | andata (13ª) | 13ª giornata               | ritorno (28ª) | ritorno (28ª) |
|              |              |                            |               |               |
| 13 gen.      | 2-0          | Cagliari-Lanerossi Vicenza | 1-1           | 5 mag.        |
| 13 gen.      | 0-0          | Cesena-Fiorentina          | 0-0           | 5 mag.        |
| 13 gen.      | 2-1          | Juventus-Roma              | 2-3           | 5 mag.        |
| 13 gen.      | 0-1          | Lazio-Torino               | 1-2           | 5 mag.        |
| 13 gen.      | 2-0          | Milan-Genoa                | 1-0           | 5 mag.        |
| 13 gen.      | 2-0          | Napoli-Bologna             | 2-2           | 5 mag.        |
| 13 gen.      | 1-1          | Sampdoria-Inter            | 1-2           | 5 mag.        |
| 13 gen.      | 3-0          | Verona-Foggia              | 1-1           | 5 mag.        |

| andata (14ª) | andata (14ª) | 14ª giornata                | ritorno (29ª) | ritorno (29ª) |
|              |              |                             |               |               |
| 20 gen.      | 3-2          | Bologna-Milan               | 1-1           | 12 mag.       |
| 20 gen.      | 2-0          | Fiorentina-Juventus         | 1-3           | 12 mag.       |
| 20 gen.      | 0-1          | Foggia-Lazio                | 0-1           | 12 mag.       |
| 20 gen.      | 1-0          | Genoa-Verona                | 0-2           | 12 mag.       |
| 20 gen.      | 0-1          | Inter-Cagliari              | 1-1           | 12 mag.       |
| 20 gen.      | 0-0          | Lanerossi Vicenza-Sampdoria | 1-2           | 12 mag.       |
| 20 gen.      | 1-0          | Roma-Cesena                 | 1-1           | 12 mag.       |
| 20 gen.      | 1-1          | Torino-Napoli               | 1-1           | 12 mag.       |

| andata (13ª) | andata (13ª) | 13ª giornata               | ritorno (28ª) | ritorno (28ª) |
|              |              |                            |               |               |
| 13 gen.      | 2-0          | Cagliari-Lanerossi Vicenza | 1-1           | 5 mag.        |
| 13 gen.      | 0-0          | Cesena-Fiorentina          | 0-0           | 5 mag.        |
| 13 gen.      | 2-1          | Juventus-Roma              | 2-3           | 5 mag.        |
| 13 gen.      | 0-1          | Lazio-Torino               | 1-2           | 5 mag.        |
| 13 gen.      | 2-0          | Milan-Genoa                | 1-0           | 5 mag.        |
| 13 gen.      | 2-0          | Napoli-Bologna             | 2-2           | 5 mag.        |
| 13 gen.      | 1-1          | Sampdoria-Inter            | 1-2           | 5 mag.        |
| 13 gen.      | 3-0          | Verona-Foggia              | 1-1           | 5 mag.        |

| andata (14ª) | andata (14ª) | 14ª giornata                | ritorno (29ª) | ritorno (29ª) |
|              |              |                             |               |               |
| 20 gen.      | 3-2          | Bologna-Milan               | 1-1           | 12 mag.       |
| 20 gen.      | 2-0          | Fiorentina-Juventus         | 1-3           | 12 mag.       |
| 20 gen.      | 0-1          | Foggia-Lazio                | 0-1           | 12 mag.       |
| 20 gen.      | 1-0          | Genoa-Verona                | 0-2           | 12 mag.       |
| 20 gen.      | 0-1          | Inter-Cagliari              | 1-1           | 12 mag.       |
| 20 gen.      | 0-0          | Lanerossi Vicenza-Sampdoria | 1-2           | 12 mag.       |
| 20 gen.      | 1-0          | Roma-Cesena                 | 1-1           | 12 mag.       |
| 20 gen.      | 1-1          | Torino-Napoli               | 1-1           | 12 mag.       |

| \| andata (15ª) \| andata (15ª) \| 15ª giornata \| ritorno (30ª) \| ritorno (30ª) \| \| \| \| \| \| \| \| 27 gen. \| 1-1 \| Cagliari-Roma \| 0-2 \| 19 mag. \| \| 27 gen. \| 0-1 \| Cesena-Inter \| 1-3 \| 19 mag. \| \| 27 gen. \| 0-0 \| Juventus-Lanerossi Vicenza \| 3-0 \| 19 mag. \| \| 27 gen. \| 4-0 \| Lazio-Bologna \| 2-2 \| 19 mag. \| \| 27 gen. \| 1-0 \| Milan-Foggia \| 0-0 \| 19 mag. \| \| 27 gen. \| 1-0 \| Napoli-Genoa[17] \| 2-1 \| 19 mag. \| \| 27 gen. \| 1-2 \| Sampdoria-Fiorentina \| 1-1 \| 19 mag. \| \| 27 gen. \| 0-1 \| Verona-Torino \| 0-0 \| 19 mag. \| |              |                            |               |               |
| andata (15ª) | andata (15ª) | 15ª giornata               | ritorno (30ª) | ritorno (30ª) |
| |              |                            |               |               |
| 27 gen. | 1-1          | Cagliari-Roma              | 0-2           | 19 mag.       |
| 27 gen. | 0-1          | Cesena-Inter               | 1-3           | 19 mag.       |
| 27 gen. | 0-0          | Juventus-Lanerossi Vicenza | 3-0           | 19 mag.       |
| 27 gen. | 4-0          | Lazio-Bologna              | 2-2           | 19 mag.       |
| 27 gen. | 1-0          | Milan-Foggia               | 0-0           | 19 mag.       |
| 27 gen. | 1-0          | Napoli-Genoa               | 2-1           | 19 mag.       |
| 27 gen. | 1-2          | Sampdoria-Fiorentina       | 1-1           | 19 mag.       |
| 27 gen. | 0-1          | Verona-Torino              | 0-0           | 19 mag.       |

| andata (15ª) | andata (15ª) | 15ª giornata               | ritorno (30ª) | ritorno (30ª) |
|              |              |                            |               |               |
| 27 gen.      | 1-1          | Cagliari-Roma              | 0-2           | 19 mag.       |
| 27 gen.      | 0-1          | Cesena-Inter               | 1-3           | 19 mag.       |
| 27 gen.      | 0-0          | Juventus-Lanerossi Vicenza | 3-0           | 19 mag.       |
| 27 gen.      | 4-0          | Lazio-Bologna              | 2-2           | 19 mag.       |
| 27 gen.      | 1-0          | Milan-Foggia               | 0-0           | 19 mag.       |
| 27 gen.      | 1-0          | Napoli-Genoa               | 2-1           | 19 mag.       |
| 27 gen.      | 1-2          | Sampdoria-Fiorentina       | 1-1           | 19 mag.       |
| 27 gen.      | 0-1          | Verona-Torino              | 0-0           | 19 mag.       |

## Statistiche

### Squadre

#### Capoliste solitarie
|    | —— | —— | ——  | —— | ——     | ——     | ——     | —— | ——    | ——    | ——    | ——  | ——    | ——    | ——    | ——    | ——    | ——    | ——    | ——    | ——    | ——    | ——    | ——    | ——    | ——    | ——    | ——    | ——    | —— |  |
|    |    |    | Nap |    | Napoli | Napoli | Napoli |    | Lazio | Lazio | Lazio |     | Lazio | Lazio | Lazio | Lazio | Lazio | Lazio | Lazio | Lazio | Lazio | Lazio | Lazio | Lazio | Lazio | Lazio | Lazio | Lazio | Lazio |    |  |
|    |    |    |     |    |        |        |        |    |       |       |       |     |       |       |       |       |       |       |       |       |       |       |       |       |       |       |       |       |       |    |  |
|    |    |    |     |    |        |        |        |    |       |       |       |     |       |       |       |       |       |       |       |       |       |       |       |       |       |       |       |       |       |    |  |
| 1ª | 2ª | 3ª | 4ª  | 5ª | 6ª     | 7ª     | 8ª     | 9ª | 10ª   | 11ª   | 12ª   | 13ª | 14ª   | 15ª   | 16ª   | 17ª   | 18ª   | 19ª   | 20ª   | 21ª   | 22ª   | 23ª   | 24ª   | 25ª   | 26ª   | 27ª   | 28ª   | 29ª   | 30ª   |    |  |

#### Primati stagionali
- Maggior numero di partite vinte: 18 (Lazio)
- Minor numero di partite perse: 5 (Juventus, Lazio)
- Massimo dei pareggi: 17 (Bologna)
- Minor numero di partite vinte: 4 (Genoa)
- Maggior numero di partite perse: 17 (Genoa)
- Minimo dei pareggi: 7 (Lazio)
- Miglior attacco: 50 (Juventus)
- Miglior difesa: 23 (Lazio)
- Miglior differenza reti: 24 (Juventus)
- Peggior attacco: 16 (Genoa)
- Peggior difesa: 37 (Genoa, Lanerossi Vicenza)
- Peggior differenza reti: −21 (Genoa)

### Individuali
Da segnalare la quadripletta messa a segno da Roberto Boninsegna in Inter-Foggia 5-1 della 5ª giornata.

#### Classifica marcatori
| Gol | Rigori |  | Giocatore            | Squadra  |
| --- | ------ |  | -------------------- | -------- |
| 24  | 7      |  | Giorgio Chinaglia    | Lazio    |
| 23  | 5      |  | Roberto Boninsegna   | Inter    |
| 16  |        |  | Pietro Anastasi      | Juventus |
| 15  | 6      |  | Sergio Clerici       | Napoli   |
| 15  | 1      |  | Gigi Riva            | Cagliari |
| 14  | 7      |  | Paolo Pulici         | Torino   |
| 12  | 5      |  | Antonello Cuccureddu | Juventus |
| 12  | 6      |  | Giuseppe Savoldi     | Bologna  |
| 11  |        |  | Luciano Chiarugi     | Milan    |
| 10  |        |  | Renzo Garlaschelli   | Lazio    |
| 9   |        |  | Roberto Bettega      | Juventus |
| 9   |        |  | Giorgio Braglia      | Napoli   |
| 9   | 1      |  | Pierino Prati        | Roma     |

### Media spettatori
Media spettatori della Serie A 1973-74: 34 914.
| Club       | Pos. | Media  |
| ---------- | ---- | ------ |
| Napoli     | 1    | 62.665 |
| Lazio      | 2    | 49.833 |
| Inter      | 3    | 49.548 |
| Roma       | 4    | 47.597 |
| Milan      | 5    | 47.466 |
| Juventus   | 6    | 43.916 |
| Fiorentina | 7    | 35.328 |
| Torino     | 8    | 34.549 |
| Bologna    | 9    | 30.052 |
| Genoa      | 10   | 29.510 |
| Cagliari   | 11   | 24.640 |
| Sampdoria  | 12   | 23.837 |
| Verona     | 13   | 23.612 |
| Cesena     | 14   | 21.201 |
| Cesena     | 15   | 18.099 |
| Vicenza    | 16   | 16.774 |